# Elaphidion uncinatum
Elaphidion uncinatum là một loài bọ cánh cứng trong họ Cerambycidae.